# 5741 Akanemaruta
5741 Akanemaruta (tên chỉ định: 1989 XC) là một tiểu hành tinh vành đai chính. Nó được phát hiện bởi Watari Kakei, Minoru Kizawa, và Takeshi Urata ở Đài thiên văn Nihondaira ở Shimizu, Shizuoka, Nhật Bản, ngày 2 tháng 12 năm 1989. Nó được đặt theo tên Akane Maruta, a girl who died in a 1998 car accident và became the namesake of an astronomical observatory.